# Aníbal González Álvarez-Ossorio
Aníbal González Álvarez-Ossorio (10 juni 1876 - 31 mei 1929) was een Spaans architect die meerdere gebouwen heeft ontworpen in zijn geboortestad Sevilla en Madrid. Hij studeerde aan de Hogere School voor Architectuur in Madrid, waar hij in 1902 zijn diploma behaalde. In het begin van zijn carrière was zijn stijl vooral Art deco, later in zijn carrière neigde hij meer richting regionalisme.
Hij werd aangesteld als hoofdarchitect van de Wereldtentoonstelling van 1929, die in Spanje gehouden werd. In deze context was hij verantwoordelijk voor de bouw van onder meer het Plaza de España, Het Mudejar Paviljoen, nu in gebruik door het Museum voor Kunst en Menselijke Gebruiken en het Archeologisch Museum van Sevilla. 

## Galerij

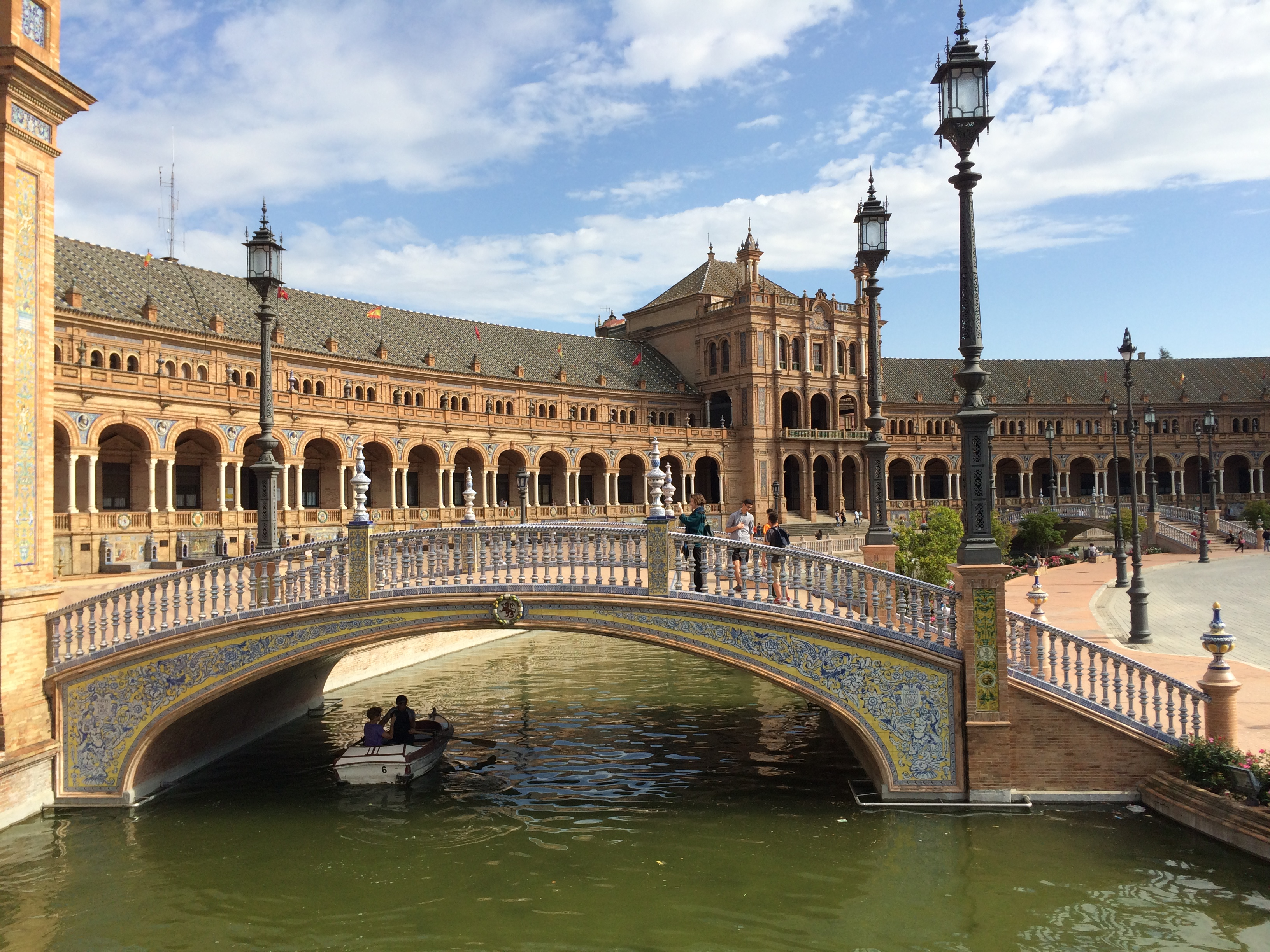
Plaza de España in Sevilla
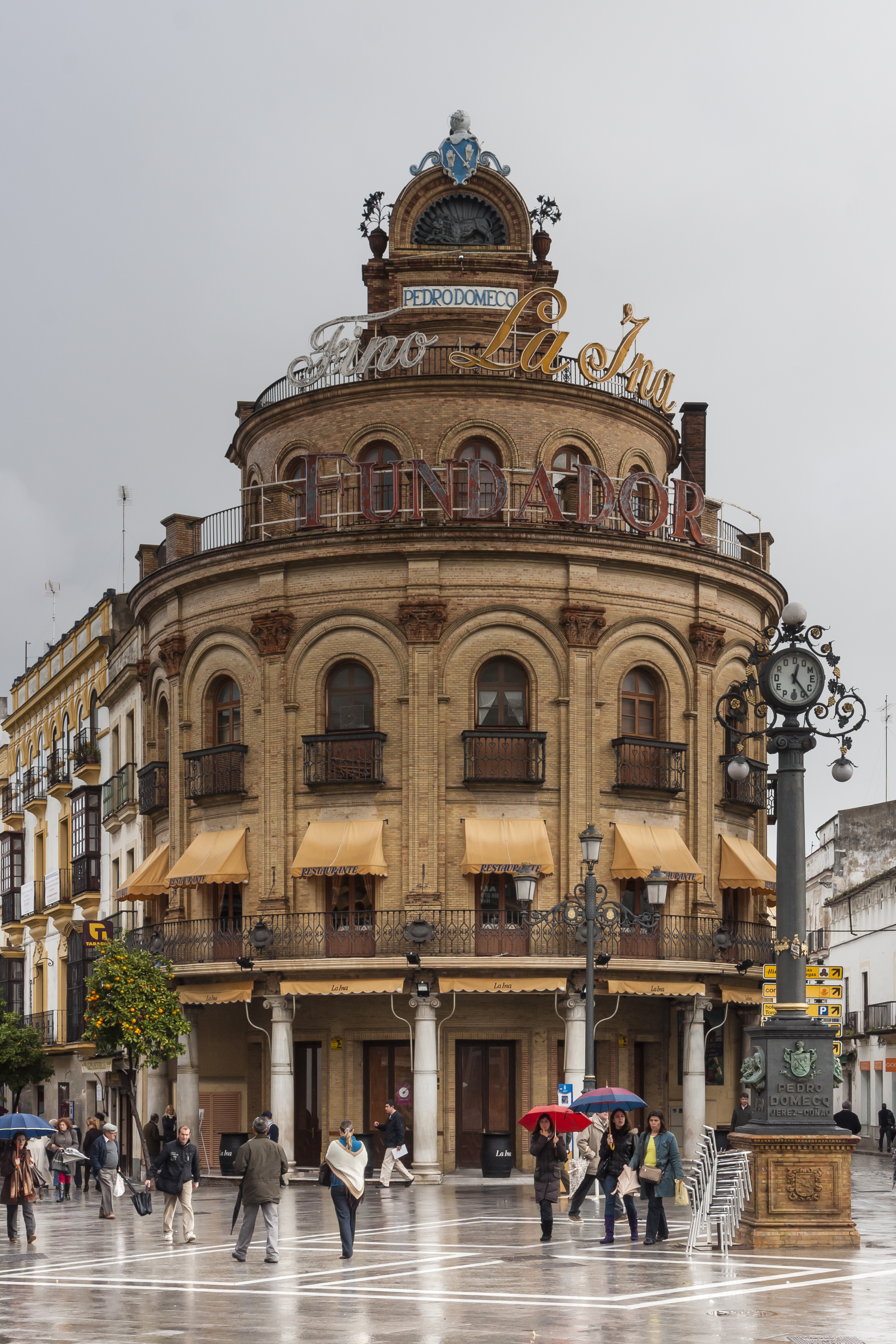
Gallo Azul in Jerez de la Frontera
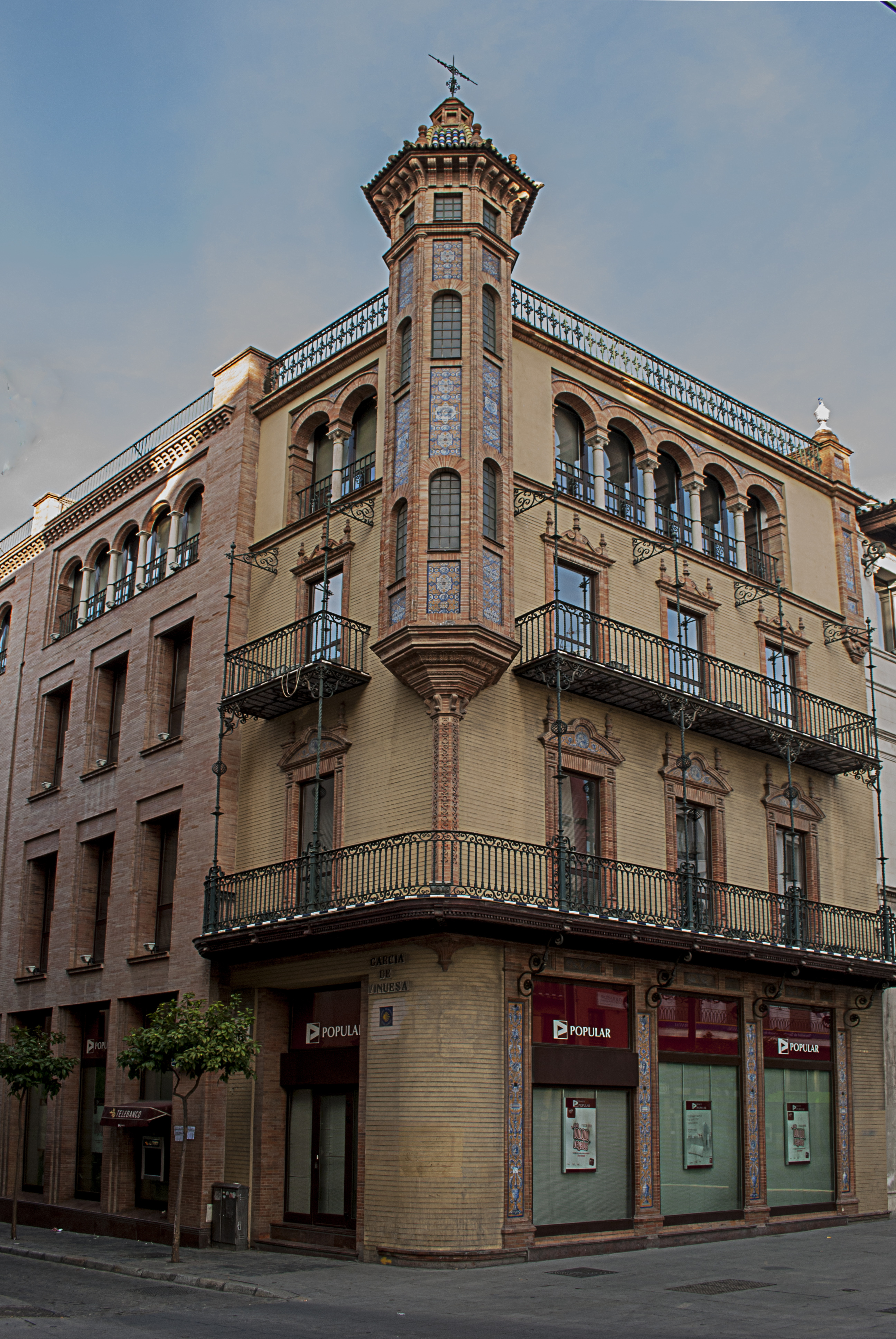
Álvaro Dávila Huis in Sevilla
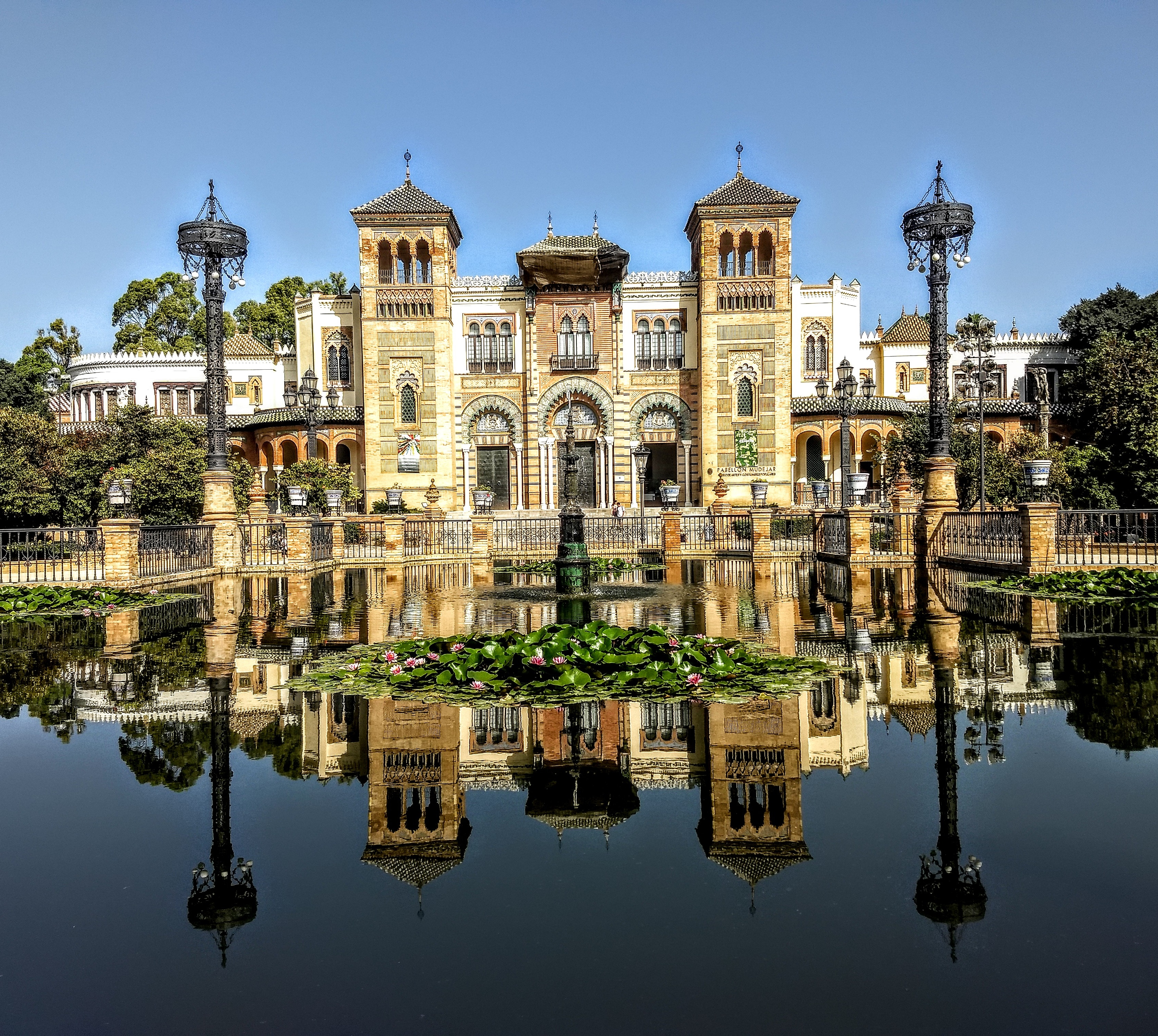
Het Museum voor Kunst en Menselijke Gebruiken in Sevilla
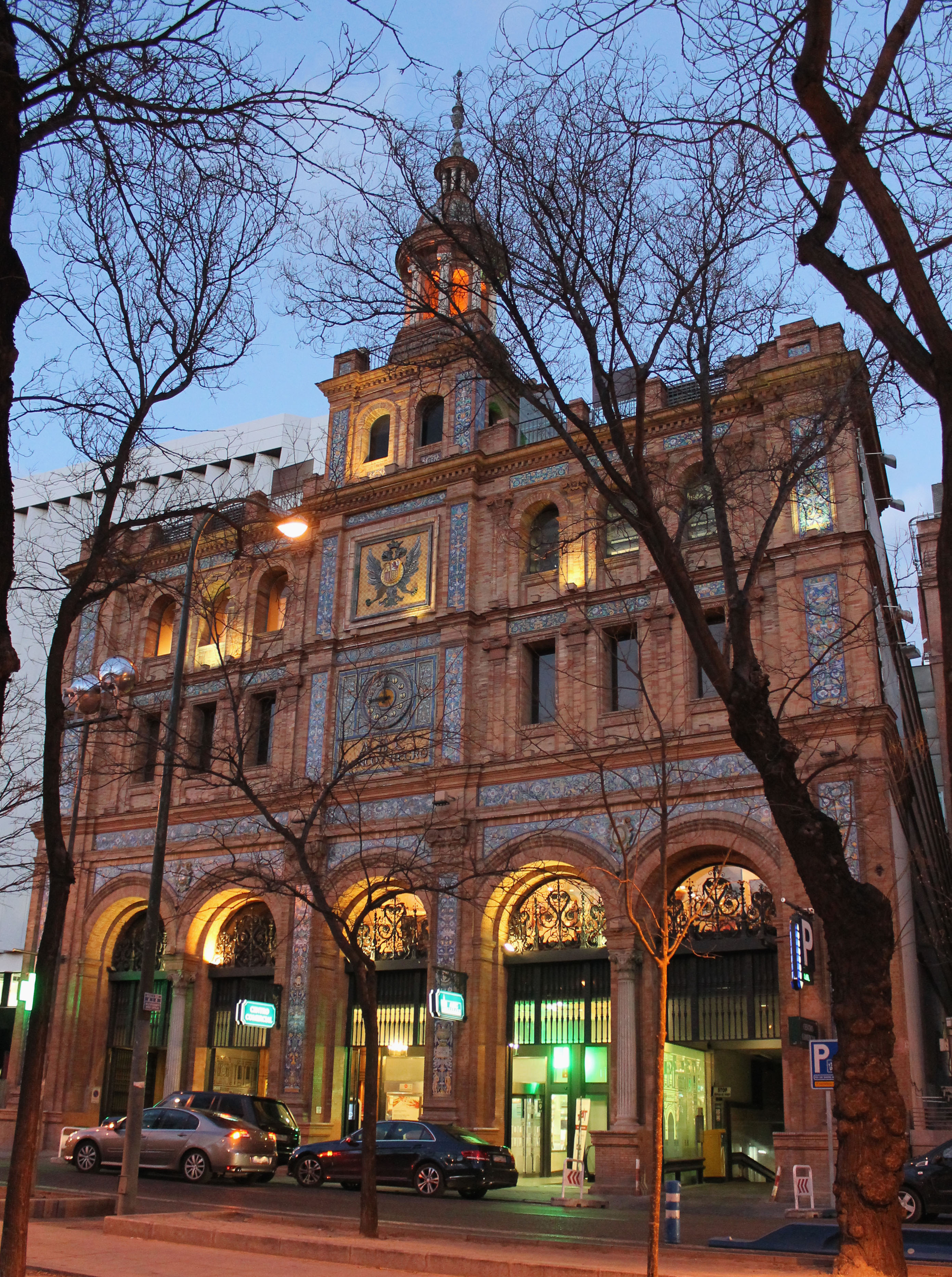
ABC Serrano in Madrid

- Biblioteca Nacional de España: XX908952
- Gemeinsame Normdatei: 123969611
- International Standard Name Identifier: 0000 0000 6682 5882
- Library of Congress Control Number: nr97023615
- Système universitaire de documentation: 140608532
- Union List of Artist Names: 500038832
- Virtual International Authority File: 47682842
- WorldCat: E39PBJktqPrrxYx8F7bTdbQ8YP